# Salsabila Khairunnisa
Salsabila Khairunnisa és una activista ecologista indonèsia. Quan només tenia 15 anys, va cofundar el moviment juvenil Jaga Rimba que té per objectiu lluitar contra la desforestació i l'explotació a Indonèsia.
El moviment està arrelat a la comunitat de Laman Kinipan, a la província de Borneo Central, que va ser desallotjada l'any 2018 perquè l'empresa d'oli de palma PT Sawit Mandiri Lestari (SML) deia haver obtingut el permís per fer ús de la terra. Segons la petició de l'organització Jaga Rimba a change.org, el desallotjament ha tingut greus conseqüències tant per la comunitat com per la fauma endèmica de la zona, inclosos els orangutans. L'organització vetlla perquè els residents del bosc de Kinipan, un dels últims boscos humits de Borneo, no hagin d'abandonar les seves llars.
| «                        | “La pandèmia ens ha donat una consciència col·lectiva que tots estem sota el mateix sistema capitalista i patriarcal que basa la seva existència en el benefici. És l'hora d'unir-nos en solidaritat, i liderar una recuperació verda i justa.” | » |
| — Salsabila Khairunnisa, | |   |

El 23 de novembre del 2020, Khairunnisa va figurar a la llista de les 100 dones més influents de l'any que publica la BBC anualment.